# Луза (река)
Лу̀за е река в североизточната част на Европейска Русия, десен, най-голям приток на река Юг от басейна на Северна Двина. Дължината ѝ е 574 km, която ѝ отрежда 151-во място по дължина в Русия. Протича на територията на Кировска област, Република Коми и Вологодска област.
Река Луза води началото си от централните части на възвишението Северни Ували, на 4 km източно от село Нагибино, Опарински район на Кировска област. След около 30 km от извора си реката навлиза в Република Коми като тече на североизток, постепенно завива на запад и югозапад и образува голяма дъга, обърната на североизток. При село Коржински, Република Коми отново се завръща на територията на Кировска област, завива на северозапад, след посьолок Лалск – на югозапад, а след град Луза – на запад и навлиза на територията на Вологодска област. Югозападно от село Шастово, Великоустюгски район се влива отдясно в река Юг (дясна съставяща на Северна Двина), при нейния 35 km, на 56 m н.в. По цялото си протежение течението ѝ е с множество завои, бързо, а при маловодие се появяват бързеи и прагове.
Водосборният басейн на река Луза обхваща площ от 18 300 km2 и представлява 51,4% от водосборния басейн на река Юг. Простира се на територията на Кировска област, Република Коми и Вологодска област.
Водосборният басейн на реката граничи със следните водосборни басейна:
- на север – водосборният басейн на река Вичегда (десен приток на Северна Двина);
- на юг – водосборният басейн на река Волга;
- на запад и югозапад – водосборният басейн на река Юг.

Река Луза получава множество притоци, от които 5 са дължина над 100 km и всички те са десни: Лепъю (107 km), Поруб (127 km), Льохта (146 km), Лала (172 km, най-голям приток), Залеска Лала (101 km).
Подхранването на Луза е смесено, с преобладаващо снегово. Пълноводието ѝ е през май. Средният годишен отток на 99 km от устието ѝ е 117 m3/s. Замръзва в края на октомври – началото на ноември, а се размразява през втората половина на април или началото на май.
Средномесечен отток на река Луза (m3/s) при село Красавино (на 35 km от устието) от 1955 по 1999 г.
По течението на реката са разположени град Луза и посольок Лалск в Кировска област и селата Ношул, Объячево (районен център) и Спаспоруб в Република Коми.
При пълноводие реката е достъпна за товарни кораби да село Ношул, на 410 km от устието ѝ.